# Система позиціювання
Система позиціювання — це механізм визначення положення об'єкта в просторі. Для цього завдання існують технології, починаючи від всесвітнього покриття з точністю до метра і закінчуючи робочим простором з точністю до міліметра.

## Покриття

### Міжпланетні системи
Міжпланетна система радіозв'язку не тільки спілкується з космічними апаратами, але також використовується для визначення їх положення. Радар може відстежувати цілі поблизу Землі, але космічні апарати в глибокому космосі повинні мати на борту справний транспондер, щоб відлунювати радіосигнал назад. Відомості про орієнтацію можна отримати за допомогою зіркових відстежувачів.

### Глобальні системи
Глобальні навігаційні супутникові системи (GNSS) дозволяють спеціалізованим радіоприймачам визначати своє тривимірне космічне положення, а також час, з точністю 2–20 метрів або десятки наносекунд. Нині розгорнуті системи використовують мікрохвильові сигнали, які надійно можуть прийматися лише на відкритому повітрі та покривають більшу частину поверхні Землі, а також навколоземний простір.
Наявні та заплановані системи:
- Система глобального позиціювання — військова система США, повністю працює з 1995 року
- ГЛОНАСС — російська військова система, повністю працює з жовтня 2011 року
- Galileo — Європейське Товариство, повністю функціонує з грудня 2019 року
- Навігаційна система Beidou — запланований проєкт у Китаї
- Індійська регіональна навігаційна супутникова система — запланований проєкт в Індії

### Регіональні системи
Мережі наземних передавачів позиціювання дозволяють спеціалізованим радіоприймачам визначати своє двовимірне положення на поверхні Землі. Як правило, вони менш точні, ніж GNSS, оскільки їх сигнали не обмежуються лише поширенням прямої видимості, і вони мають лише регіональне охоплення. Однак вони залишаються корисними для спеціальних цілей та як резервна копія, де їх сигнали надійніше приймаються, включаючи під землею та всередині приміщення, а також можуть бути побудовані приймачі, які споживають дуже низький заряд акумулятора. LORAN — це така система.

### Місцеві системи
Місцева система позиціювання (МСП чи LPS) — це навігаційна система, яка забезпечує відомостями про місцеперебування за будь-якої погоди, в будь-якому місці зони покриття мережі, де є безперешкодна пряма видимість до трьох або більше сигнальних маяків, з яких відомо точне положення на землі.
На відміну від GPS або інших глобальних навігаційних супутникових систем, місцеві системи позиціювання не забезпечують глобального покриття. Натомість вони використовують (набір) маяків, які мають обмежений діапазон, отже, вимагаючи від користувача бути поруч з ними. До маяків належать стільникові базові станції, точки доступу Wi-Fi та LiFi, а також вежі радіомовлення.
Раніше LPS великої дальності використовувались для навігації кораблів і літаків. Прикладами є система навігатора Decca та LORAN. У наш час місцеві системи позиціювання часто використовуються як доповнювальна (а в деяких випадках альтернативна) технологія позиціювання до GPS, особливо в районах, де GPS не досягає або є слабким, наприклад, всередині будівель або міських каньйонів. Місцеве позиціювання за допомогою стільникового зв'язку та радіовеж можна використовувати на мобільних телефонах, які не мають GPS-приймача. Навіть якщо телефон має GPS-приймач, час автономної роботи буде продовжено, якщо точність розташування стільникової вежі буде достатньою.
Приклади наявних систем:
- Locata Corporation
- Pseudolite

#### Внутрішні системи
Системи позиціювання в приміщенні оптимізовані для використання в окремих кімнатах, будинках або будівельних майданчиках. Зазвичай вони пропонують сантиметрову точність. Деякі надають п'ятивимірні дані про місце розташування та орієнтацію.
Приклади наявних систем:
- Active Bat